# Малкълм Екс
 Тази статия е за американския общественик.  За филма вижте Малкълм Екс (филм).  
Малкълм Екс (на английски: Malcolm X), роден Малкълм Литъл (Malcolm Little) и известен още под името ел-Хадж Малик ел-Шабаз, е афроамериканец мюсюлманин, борец за правата на афроамериканците в САЩ през 1950-те и 1960-те години, сред най-известните и най-гласовитите членове на организацията „Нация на исляма“.

## Биография
Бащата му Ърл е баптистки свещеник. Той е също така политически деец. Трима от неговите братя умират в ръцете на белите расисти, като един от тях е линчуван. Дядото на Малкълм, бащата на неговата майка е бял шотландец, от когото той наследява по-бледата си кожа. Ърл е сгазен от кола на улицата през 1931 година и смъртта му е записана като самоубийство, но има силни съмнения, че е убит, защото често той и цялото му семейство получават смъртни заплахи от Ку Клукс Клан. Съпругата му получава нервно разстройство, обявена е за луда и е пратена насилствено в лудница. Нейните деца успяват да я извадят от там едва 26 години по-късно.
Следват много тежки години за Малкълм Екс, той работи различни неща и се мести от град на град. Пристига в Ню Йорк през 1943 година и се свързва с местните банди. Основните му занимания през този период са търговия с наркотици, хазарт, рекет, обири и сутеньорство.
През 1943 година неговото душевно и психично здраве го прави непригоден за военна служба. През 1945 година се завръща в Бостън и започва да обира богати бели семейства. Заловен е и е осъден на 10 години затвор. Излежава присъдата си в затвора в Масачузетс. По време на престоя си в затвора той започва да чете много, свързва се с тъмнокожи мюсюлмани, отказва цигарите и колкото и да е парадоксално заявява „Никога не съм се чувствал по-свободен през живота си“. Освободен е от затвора през 1952 за добро държание.
След излизането си от затвора се прекръства от Малкълм Литъл на Малкълм Екс (на английски екс означава бивш) за да означи според неговите думи, че е бивш роб. През 1953 година ФБР му отваря досие след като той заявява, че е комунист. Неговата популярност постепенно нараства. Той не винаги се съгласява с инициативите и методите на Мартин Лутър Кинг. Така например осъжда похода във Вашингтон през 1963. Той популяризира сунитския ислям сред чернокожите и вдъхновява Касиус Клей да приеме исляма и да приеме името Мохамед Али през 1964 година.
През 1958 година той се жени за Бети Екс. Двамата имат 6 дъщери, като близначките Малак и Малика се раждат през 1965 година след смъртта на баща си. Той посещава Африка през 1959 и два пъти през 1964 година. През 1960 година се среща с Фидел Кастро в Ню Йорк, който е много впечатлен от чернокожия лидер.
На 21 февруари 1965 докато произнася реч в зала в Манхатън е застрелян от 3-ма души от аудиторията, членове на Нация на исляма, които успяват да го прострелят 16 пъти.
Неговият образ е пресъздаден в няколко филма, като може би най-запомнящ се е „Малкълм Екс“ (Malcolm X), биографичен филм с Дензъл Уошингтън в главната роля.